# Yukio Ninagawa
Pour les articles homonymes, voir Yukio.
Yukio Ninagawa (蜷川 幸雄, Ninagawa Yukio) est un réalisateur et un metteur en scène japonais, né le 15 octobre 1935 à Kawaguchi et mort le 12 mai 2016 à Tokyo. Très prolifique, ses pièces sont jouées dans le monde entier,,.

## Biographie

### Un réalisateur prolifique et diversifié
Yukio Ninagawa se fait remarquer dès la fin des années 70 avec sa mise en scène de Chikamatsu shinjuu monogatari de Matsuyo Akimoto, laquelle lui permet de décrocher le Kikuta Kazuo engeki shō.
S'il met en scène des dramaturges japonais, dont Shūji Terayama et Kunio Shimizu, il acquiert une notoriété mondiale pour ses adaptations des classiques du théâtre européen : il travaille notamment sur les textes de William Shakespeare, Samuel Beckett, Anton Tchekhov ou Victor Hugo, ainsi que sur le théâtre antique (Sophocle, Euripide),,.

### Relation entre Ninagawa et Shakespeare
Grand admirateur de William Shakespeare, il met en scène 31 des 39 pièces attribuées au dramaturge anglais. Directeur artistique du Théâtre des Arts de Saitama, il ambitionne de programmer au sein de cet établissement l'ensemble de l'œuvre shakespearienne : le projet est baptisé Sai-no-Kuni Shakespeare Series et se développe dès 1998. Son travail sur le « Barde d'Avon » lui vaut d'être nommé commandeur de l'ordre de l'Empire britannique en 2002,,.

### Décès et succession
Yukio Ninagawa meurt d'une pneumonie, le 12 mai 2016, à l'âge de 80 ans.
Le 15 mai, sa veillée funèbre réunit plus de 1 600 personnes parmi lesquelles des admirateurs, des professionnels de l'industrie du divertissement ainsi que de nombreux comédiens et comédiennes qui avaient joué sous sa direction. Lors de ses funérailles, le 16 mai, les éloges funèbres sont énoncées par Mikijirō Hira, Shinobu Ōtake, Shinichi Tsutsumi, Shun Oguri et Tatsuya Fujiwara.
Décédé pendant les répétitions de Mesure pour mesure de William Shakespeare, il ne verra jamais la concrétisation de ce projet. Conformément aux dernières volontés du metteur en scène, la pièce est maintenue : elle est jouée du 25 mai au 16 juin au Théâtre des Arts de Saitama, où elle est portée par Naohito Fujiki et Mikako Tabe.
Quant à son projet de porter l'ensemble des pièces shakespeariennes sur la scène de Saitama, il est confié à son disciple Kōtarō Yoshida, comédien, metteur en scène et nouveau directeur artistique de l'établissement.

### Impact
Tout au long de sa carrière, Ninagawa est réputé pour avoir un impact majeur sur la carrière de nombreux jeunes comédiens : il a notamment permis à Tatsuya Fujiwara (Roméo et Juliette, Jules César), Ryōsuke Miura (Boku no Yotsuya kaidan, Les Deux Gentilshommes de Vérone), Hiroki Narimiya (Hamlet, Comme il vous plaira) ou encore Shun Oguri (Caligula, Titus Andronicus) d'être reconnus sur la scène classique. Il initie au jeu la star de comédie musicale Yoshio Inoue.
Durant environ une décennie, il est en outre le mentor du metteur en scène Shuntarō Fujita ainsi que de l'acteur et metteur en scène Kōtarō Yoshida.

## Vie privée
Yukio Ninagawa est le père de la photographe et réalisatrice Mika Ninagawa.

## Filmographie
Sauf indication contraire, la filmographie de Yukio Ninagawa est établie à partir de la base de données JMDb.

### Comme réalisateur
- 1981 : Umi yo omae ga: Hanasen Nihonmaru no seishun (海よお前が 帆船日本丸の青春?)
- 1981 : Masho no natsu (魔性の夏?) - d'après le conte Yotsuya kaidan
- 2003 : Ao no honō (青の炎?) - d'après le roman de Yūsuke Kishi
- 2004 : Warau Iemon (嗤う伊右衛門?) - d'après le roman de Natsuhiko Kyogoku
- 2008 : Hebi ni piasu - d'après le roman Serpents et Piercings de Hitomi Kanehara

### Comme scénariste
- 2003 : Ao no honō (青の炎?)

### Comme acteur
- 1960 : Akasaka no shimai: Yoru no hada (赤坂の姉妹 夜の肌?) de Yūzō Kawashima
- 1963 : Elle et lui (彼女と彼, Kanojo to kare?) de Susumu Hani
- 1966 : Le Silence sans ailes (とべない沈黙, Tobenai chinmoku?) de Kazuo Kuroki
- 1968 : Amours dans la neige (樹氷のよろめき, Juhyō no yoromeki?) de Yoshishige Yoshida
- 1969 : Les Funérailles des roses (薔薇の葬列, Bara no sōretsu?) de Toshio Matsumoto
- 1970 : Les Aventures de Buraikan (無頼漢, Buraikan?) de Masahiro Shinoda
- 1971 : Les Amoureux perdus (あらかじめ失われた恋人たちよ, Arakajime ushinawareta koibito tachi yo?) de Kunio Shimizu et Sōichirō Tahara
- 1976 : Yukai na gokudō (愉快な極道?) de Kōsaku Yamashita
- 1984 : W no higeki (Wの悲劇?) de Shin'ichirō Sawai : Abe
- 1986 : The Checkers (en): Song for USA (チェッカーズ SONG FOR U.S.A.?) de Kōsei Saitō
- 1988 : Sur la route de la soie (敦煌, Tonkō?) de Jun'ya Satō
- 1992 : Kira kira hikaru (きらきらひかる?) de Jōji Matsuoka

## Mises en scène
Note : La liste ci-dessous ne comprend que les premières mises en scène de Yukio Ninagawa et non les revivals ultérieurs.
- 1969 : Nayameru kamigami wa, saredo shuppatsu shi tamawazu (悩める神々は、されど出発し給わず) de Toshiro Ishido
- 1969 : Shinjo afururu keihakusa (真情あふるる軽薄さ) de Kunio Shimizu
- 1970 : Ashita sokoni hana o sasouyo (明日そこに花を挿そうよ) de Kunio Shimizu
- 1970 : Omoide no Nihon ichiman-nen (想い出の日本一萬年) de Kunio Shimizu
- 1971 : Tōkaidō Yotsuya Kaidan (東海道四谷怪談) de Nanboku Tsuruya IV
- 1971 : Karasu yo, oretachi wa dangan o komeru (鴉よ、おれたちは弾丸をこめる) de Kunio Shimizu
- 1972 : Bokura ga hijo no taiga o kudaru toki (ぼくらが非情の大河をくだる時) de Kunio Shimizu
- 1973 : Moudouken (盲導犬) de Jūrō Kara
- 1973 : Nakanai noka? Nakanai noka 1973-nen no tameni? (泣かないのか？泣かないのか1973年のために？) de Kunio Shimizu
- 1974 : Roméo et Juliette (Romio to Julietto) (ロミオとジュリエット) de William Shakespeare
- 1975 : Karaban, Taki no shiraito (唐版・瀧の白糸) de Jūrō Kara d'après Kyōka Izumi
- 1975 : Le Roi Lear (Lia-oh) (リア王) de William Shakespeare
- 1976 : Œdipe Roi (Oidipusu-oh) (オイディプス王) de Sophocle
- 1976 : Kindai Nogakushu – Sotoba Komachi / Yoroboshi (近代能楽集/卒塔婆小町・弱法師) de Yukio Mishima
- 1977 : L'Opéra de Quat'sous (Sanmon opera) (三文オペラ) de Bertolt Brecht
- 1978 : Médée (Ohjo Media) (王女メディア) d'Euripide
- 1978 : Hamlet (Hamuretto) (ハムレット) de William Shakespeare
- 1979 : Suicide for Love (Chikamatsu shinjuu monogatari) (近松心中物語) de Matsuyo Akimoto
- 1979 : Notre-Dame de Paris (Notorudamu do Pari) (ノートルダム・ド・パリ) d'après Victor Hugo
- 1980 : NINAGAWA Macbeth (NINAGAWA Makubesu) (NINAGAWAマクベス) d'après William Shakespeare
- 1980 : Genroku minato uta (元禄港歌) de Matsuyo Akimoto
- 1981 : Shitayamannen-cho monogatari (下谷万年町物語) de Jūrō Kara
- 1982 : Ame no natsu, 30nin no Juliet ga kaette kita (雨の夏、三十人のジュリエットが還ってきた) de Kunio Shimizu
- 1982 : Nanboku koi monogatari – Hito wa itoshiya (南北恋物語－人はいとしや) de Matsuyo Akimoto
- 1983 : Kuroi tulip (Kuroi chulippu) (黒いチューリップ) de Jūrō Kara
- 1984 : Nigorie (にごり江) d'après Ichiyō Higuchi
- 1984 : Tango at the end of winter (Tango, fuyu no owari ni) (タンゴ・冬の終わりに) de Kunio Shimizu
- 1984 : Genroku minato uta – Sennen no koi no mori (元禄港歌－千年の恋の森) de Matsuyo Akimoto
- 1984 : Les Trois Sœurs (Keikoba to iu na no gekijyou de jyouen sareru Sannin shimai) (稽古場という名の劇場で上演される三人姉妹) d'Anton Tchekhov
- 1985 : Kyofu jidai (恐怖時代) de Junichiro Tanizaki
- 1985 : 95 kg to 97 kg no aida (95kgと97kgのあいだ) de Kunio Shimizu
- 1985 : Sakuhin tachi (作品たち)
- 1986 : Chi no konrei (NINAGAWA少年少女鼓笛隊による血の婚礼) de Kunio Shimizu
- 1986 : Hinmin kurabu (貧民倶楽部) de Kyōka Izumi
- 1987 : La Tempête (Tenpesuto) (テンペスト) de William Shakespeare
- 1987 : Niji no bacteria (虹のバクテリア) de Isamu Uno
- 1987 : Nazeka seishun jidai (なぜか青春時代) de Kunio Shimizu
- 1987 ! Gips (Gipusu) (ギプス) de Isamu Uno
- 1988 : Un tramway nommé Désir (Yokubou to iu na no shiden) (欲望という名の市電) d'après Tennessee Williams
- 1988 : Kanadehon Chushingura (仮名手本忠臣蔵)
- 1990 : Peer Gynt (Peerugyunto) (ペールギュント) de Henrik Ibsen
- 1990 : PLAYZONE'90 MASK (PLAYZONE'90 MASK ) de Johnny Kitagawa
- 1990 : Sotoba Komachi (卒塔婆小町) de Yukio Mishima
- 1991 : 1991, matsu (1991・待つ)
- 1991 Shichinin misaki (七人みさき) de Matsuyo Akimoto
- 1991 : 1992, matsu (1992・待つ)
- 1992 : Le Hollandais Volant (Samayoeru Oranda-jin) (さまよえるオランダ人) de Richard Wagner
- 1992 : SHOW-geki MASK (SHOW劇 MASK) de Johnny Kitagawa
- 1992 : Sennen no machi no Christmas (千年の街のクリスマス)
- 1993 : 1993, matsu (1993・待つ)
- 1993 : Haru (春) de Isamu Uno
- 1993 : Kiki la petite sorcière (roman) (Majo no Takkyuubin） (魔女の宅急便) de Eiko Kadono
- 1993 : Shoka no yo no yume (初夏の夜の夢)
- 1994 : Songe d'une nuit d'été (Natsu no Yo no Yume) (夏の夜の夢) de William Shakespeare
- 1994 : Othello (Osero) (オセロー) de William Shakespeare
- 1994 : En attendant Godot (Godo o machinagara) (ゴドーを待ちながら) de Samuel BeckettTatsuya Fujiwara, l'un des interprètes phares de Ninagawa. Ce dernier l'a notamment dirigé dans Shindoku-maru, Hamlet, Roméo et Juliette, Tenpou Juuninen no Shakespeare, Oreste, Musashi et Jules César.

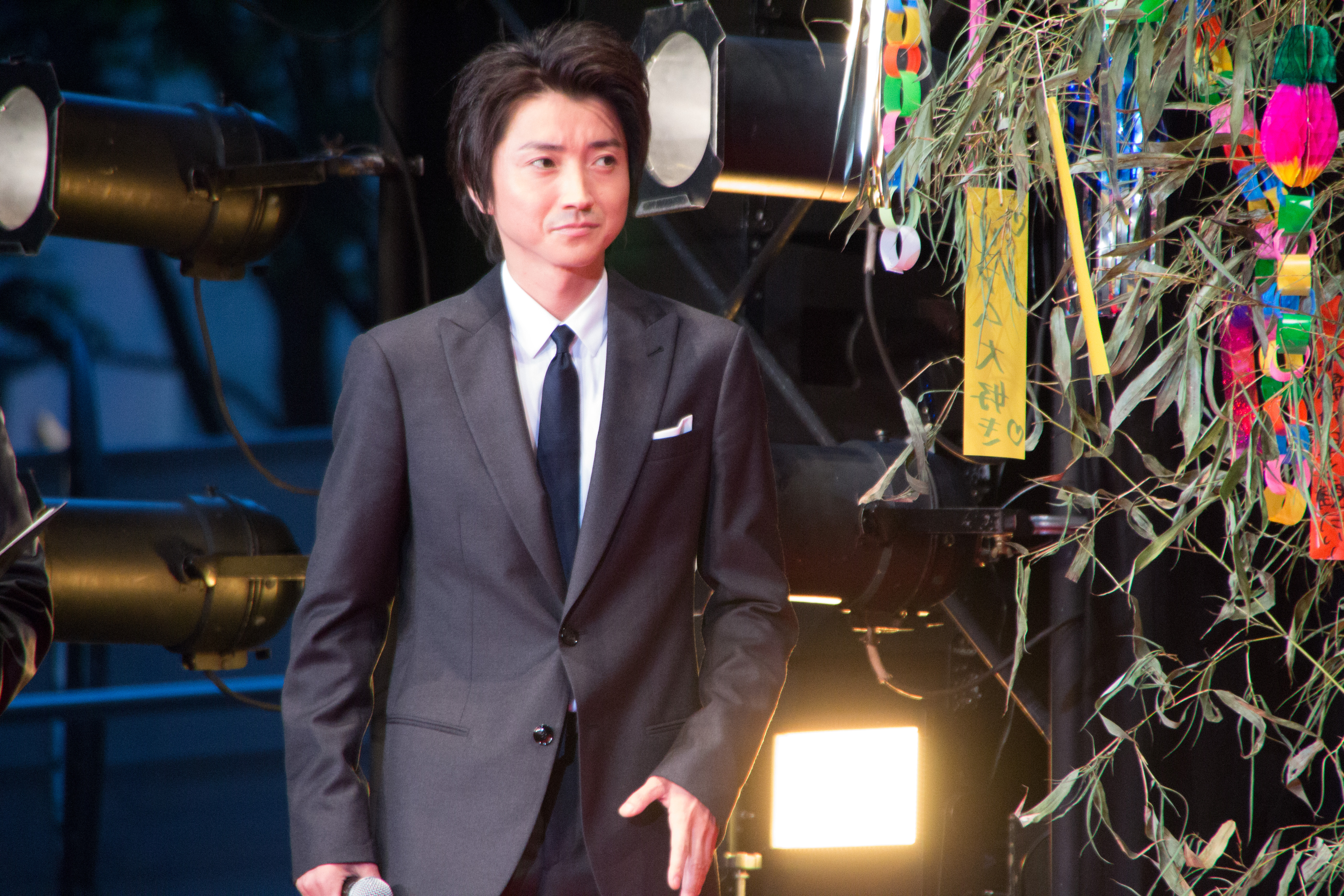
Tatsuya Fujiwara, l'un des interprètes phares de Ninagawa. Ce dernier l'a notamment dirigé dans Shindoku-maru, Hamlet, Roméo et Juliette, Tenpou Juuninen no Shakespeare, Oreste, Musashi et Jules César.

- 1995 : Shintoku-maru (身毒丸) de Shuji Terayama et Rio Kishida
- 1996 : Warai no Daigaku (笑の大学) de Kōki Mitani
- 1996 : Koboreru kajitsu (零れる果実) de Toshiro Suzuki et Naoshi Kariba
- 1996 : 1996, matsu (1996・待つ)
- 1997 : Kusameikyuu (草迷宮) de Rio Kishida
- 1997 : Showa Kayou daizenshuu (昭和歌謡大全集) de Kunio Shimizu d'après Ryu Murakami
- 1997 : Giniro Kujira no jikan ryokou (銀色クジラの時間旅行)
- 1997 : Karumen to yobareta onna (カルメンと呼ばれた女) de Kensuke Yokouchi
- 1997:  Hitachibou Kaison (常陸坊海尊) de Matsuyo Akimoto
- 1998 : 1998, matsu (1998・待つ)
- 1998 : La Nuit des rois (Juuni-ya) (十二夜) de William Shakespeare
- 1999 : Richard III (Richaado Sansei) (リチャード三世) de William Shakespeare
- 1999 : La Mouette (Kamome) (かもめ) d'Anton Tchekhov
- 1999 : Pandora no Kane (パンドラの鐘) de Hideki Noda
- 2000 : The Greeks (Guriikusu) (グリークス) de John Barton et Kenneth Cavender
- 2000 : NINAGAWA Phoenix (NINAGAWA Hi no Tori) (NINAGAWA火の鳥) d'après Osamu Tezuka
- 2001 : 2001, matsu (2001・待つ)
- 2001 : Peines d'amour perdues (Koi no honeorizon) (恋の骨折り損) de William Shakespeare
- 2003 : La Cerisaie (Sakura no Sono) (桜の園) d'Anton Tchekhov
- 2003 : Périclès, prince de Tyr (Perikuriizu) (ペリクリーズ)  de William Shakespeare et George Wilkins
- 2003 : Électre (Erekutora) (エレクトラ) de Sophocle
- 2004 : Titus Andronicus (Taitasu Andoronikasu) (タイタス・アンドロニカス) de William Shakespeare
- 2004 : Shibuya kara toku hanarete (シブヤから遠く離れて) de Ryo IwamatsuShun Oguri, l'un des acteurs fétiches de Ninagawa. Ce dernier l'a dirigé dans Hamlet, Comme il vous plaira, La Comédie des erreurs, Titus Andronicus, Caligula et Musashi.

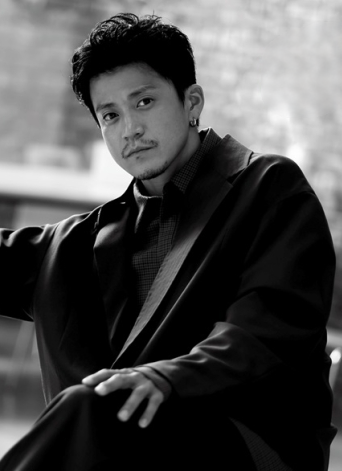
Shun Oguri, l'un des acteurs fétiches de Ninagawa. Ce dernier l'a dirigé dans Hamlet, Comme il vous plaira, La Comédie des erreurs, Titus Andronicus, Caligula et Musashi.

- 2004 : Comme il vous plaira (Okini mesumama) (お気に召すまま) de William Shakespeare
- 2005 : Maboroshi ni kokoro mo sozoro kuruoshi no warera Masakado (幻に心もそぞろ狂おしのわれら将門) de Kunio Shimizu
- 2005 : The Kitchen (キッチン) de Arnold Wesker
- 2005 : NINAGAWA La Nuit des rois (NINAGAWA Juuni-ya) (NINAGAWA十二夜) d'après William Shakespeare
- 2005 : Tenpou Juuninen no Shakespeare (天保十二年のシェイクスピア) de Hisashi Inoue
- 2006 : La Comédie des erreurs (Machigai no Kigeki) (間違いの喜劇) de William Shakespeare
- 2006 : Byakuya no warukyuure (白夜の女騎士) de Hideki Noda
- 2006 : Dommage qu'elle soit une putain (Aware kanojo wa shofu) (あわれ彼女は娼婦) de John Ford
- 2006 : Oreste (Oresutesu) (オレステス) de Euripide
- 2007 : Coriolan (Korioreinasu) (コリオレイナス) de William Shakespeare
- 2007 : L'Alouette (Hibari) (ひばり) de Jean Anouilh
- 2007 : Yabuhara kengyo (藪原検校) de Hisashi Inoue
- 2007 : Senjyo no picnic (船上のピクニック) de Ryo Iwamatsu
- 2007 : Eréndira (エレンディラ) d'après Gabriel García Márquez
- 2007 : Caligula (Karigyura) (カリギュラ) de Albert Camus
- 2008 : Adieu ma concubine (Saraba, waga Ai Haoubekki)(さらば、わが愛 覇王別姫) d'après Lilian Lee
- 2008 : Waga tamashii wa kagayaku mizu nari (わが魂は輝く水なり) de Kunio Shimizu
- 2008 : Dougen no Bouken (道元の冒険) de Hisashi Inoue
- 2008 : Glass Mask (Garasu no Kamen) (ガラスの仮面) d'après Suzue Miuchi
- 2008 : Beaucoup de bruit pour rien (Kara sawagi) (から騒ぎ) de William Shakespeare
- 2008 : Omote ura gennai kaeru gassen (表裏源内蛙合戦) de Hisashi Inoue
- 2009 : Le Conte d'hiver (Fuyu monogatari) (冬物語) de William Shakespeare
- 2009 : Musashi (ムサシ) de Hisashi Inoue
- 2009 : Ando ke no ichiya (アンドゥ家の一夜) de Kerarino Sandrovich
- 2009 : The Coast of Utopia（kosuto obu yutopia） (コースト・オブ・ユートピア) de Tom Stoppard
- 2009 : Sanada fuunroku (真田風雲録) de Yoshiyuki Fukuda
- 2009 : Douze hommes en colère (Jyuni nin no ikareru otoko) (十二人の怒れる男) de Reginald Rose
- 2010 : Henry VI (Henrii rokusei) (ヘンリー六世) de William Shakespeare
- 2010 : Faust. Une tragédie (Fausuto daiichibu) (ファウスト 第一部) de Johann Wolfgang von Goethe
- 2010 : La Mégère apprivoisée (Jajaumanarashi) (じゃじゃ馬ならし) de William Shakespeare
- 2011 : Antoine et Cléopâtre (Antonī to Kureopatora) (アントニーとクレオパトラ)  de William Shakespeare
- 2011 : Ah, Solitude ! (Ā, kōya!) (ああ、荒野！) d'Eugene O'Neill
- 2012 : Cymbeline (Shinberin) (シンベリン) de William Shakespeare
- 2012 : Troïlus et Cressida (Toroirasu to Kureshida) (トロイラスとクレシダ) de William Shakespeare
- 2012 : Kafka sur le rivage (Umibe no Kafuka) (海辺のカフカ) d'après Haruki Murakami
- 2013 : Le Marchand de Venise (Vu~enisunoshōnin) (ヴェニスの商人) de William Shakespeare
- 2013 : Henri IV Partie 1 et 2 (Henrī shi-sei dai) (ヘンリー四世 第) de William Shakespeare
- 2014 : Jules César (Juriasu Shīzā) (ジュリアス・シーザー) de William Shakespeare
- 2014 : Auprès de moi toujours (Never Let Me Go) d'après Kazuo Ishiguro
- 2015 : Les Deux Gentilshommes de Vérone (Vu~erōna no ni shinshi) (ヴェローナの二紳士) de William Shakespeare
- 2016 : Richard II (Richādo nisei) (リチャード二世) de William Shakespeare
- 2016 : Mesure pour mesure (Shakunihashakuwo) (尺には尺を) de William Shakespeare

## Récompenses principales
- Kikuta Kazuo engeki shō (1978)
- Prix du meilleur metteur en scène aux Yomiuri Theater Awards (1996 / 2000 / 2005 / 2010 / 2012)
- Prix Asahi (1999)
- Médaille au ruban pourpre (2001)
- Commandeur de l'ordre de l'Empire britannique (2002)
- Personne de mérite culturel (2004)
- Prix d'excellence aux Yomiuri Theater Awards (2004 / 2009 / 2011)
- Prix Kan-Kikuchi (2005)
- Grand prix aux Yomiuri Theater Awards (2005 / 2007)
- Ordre de la Culture (2010)